# Muzeul Viticol din Huși
Muzeul Viticol din Huși este un muzeu din Huși, încadrat de cIMeC la categoria „muzee în subordinea unui minister (în afară de Ministerul Culturii)”. Este amplasat în Str. Fundătura Viticulturii nr. 7. Sunt expuse obiecte și instalații vini-viticole, medalii și diplome de la diferite concursuri de vinuri.